# Francis Paul McHugh
Dom Francis Paul McHugh (21 de agosto de 1924, Woodslee, Ontário, Canadá - 6 de maio de 2003), S.F.M., foi o primeiro bispo prelado da Prelazia de Itacoatiara.
McHugh era membro da Sociedade de Scarboro para as Missões Estrangeiras (S.F.M.) e foi ordenado sacerdote em 8 de dezembro de 1954. Em julho de 1962, os primeiros missionários canadenses da S.F.M. desembarcam em Itacoatiara, entre os quais Francis Paul McHugh e Jorge Eduardo Marskell. Em 31 de julho de 1962, o arcebispo metropolitano de Manaus Dom João de Souza Lima, nomeia Padre McHugh como novo vigário da Paróquia Nossa Senhora do Rosário de Itacoatiara, sendo empossado em 1 de agosto. Em 13 de julho de 1963, pela bula Ad Christi, o Papa Paulo VI cria a Prelazia de Itacoatiara, como sufragânea da Arquidiocese de Manaus, e então abrangendo oito municípios. Dom João de Souza Lima foi nomeado administrador apostólico da Prelazia, em 24 de agosto de 1963, pelo núncio apostólico no Brasil, Dom Armando Lombardi.
Padre McHugh foi nomeado, em caráter temporário, como o primeiro prelado para a Prelazia de Itacoatiara em 20 de julho de 1965, sendo empossado em 30 de agosto de 1965. Em 4 de agosto de 1967, Paulo VI nomeia o prelado Francis Paul McHugh bispo titular de Legis Volumni e primeiro bispo de Itacoatiara. Sua ordenação episcopal aconteceu em 3 de outubro de 1967, na Praça da Catedral de Nossa Senhora do Rosário de Itacoatiara, tendo como principal sagrante Dom Sebastiano Baggio, Núncio Apostólico no Brasil, assistido por Dom Benjamin Ibberson Webster, bispo de Peterborough, e Dom Kenneth Roderick Turner, bispo de Lishui.
Como prelado, Dom Francis Paul participou da quarta sessão do Concílio Vaticano II, em 1965. Tomou parte na consagração de Dom Aloysius Matthew Ambrozic, em 1976, e de Dom Jorge Eduardo Marskell, em 1978.
Por causa de sua saúde, em 8 de julho de 1972, Dom Francis Paul McHugh resigna do governo da Prelazia de Itacoatiara. Paulo VI, em decreto de 15 de julho de 1972, aceita a renúncia de Bispo McHugh e nomeia Dom João de Souza Lima administrador apostólico sede vacante de Itacoatiara. Em 22 de setembro de 1972, Francis Paul McHugh, bispo emérito de Itacoatiara, retorna ao Canadá. Em 17 de janeiro de 1975, Padre Jorge Eduardo Marskell, S.F.M., é nomeado administrador apostólico de Itacoatiara, e depois bispo prelado em 1978.
Ainda como bispo prelado emérito de Itacoatiara, Dom Francis Paul McHugh faleceu em 6 de maio de 2003, no Canadá.